# Besesmus
Besesmus is een bestuurslaag in het regentschap Belu van de provincie Oost-Nusa Tenggara, Indonesië. Besesmus telt 582 inwoners (volkstelling 2010).